# Marks och Bollebygds kontrakt
Marks och Bollebygds kontrakt var ett kontrakt inom Göteborgs stift. Kontraktet upphörde 2018 och dess församlingar överfördes då till Marks och Kinds kontrakt.
Kontraktskod var 0811.

## Administrativ historik
Kontraktet omfattade från 1839:
- Sätila församling
- Hyssna församling
- Fritsla församling som 2010 uppgick i Fritsla-Skephults församling
- Skephults församling som 2010 uppgick i Fritsla-Skephults församling
- Kinnarumma församling som 2018 överfördes till Skara stift och Redvägs och Ås kontrakt.
- Seglora församling som 2018 överfördes till Skara stift och Redvägs och Ås kontrakt.
- Örby-Skene församling
- Kinna församling
- Kungsäters församling som 1975(?) överfördes till Varbergs kontrakt
- Gunnarsjö församling som 1975(?) överfördes till Varbergs kontrakt
- Grimmareds församling som 1975(?) överfördes till Varbergs kontrakt
- Karl Gustavs församling som 1975(?) överfördes till Varbergs kontrakt
- Surteby-Kattunga församling som 2011 uppgick i Västra Marks församling
- Fotskäls församling som 2011 uppgick i Västra Marks församling
- Tostareds församling som 2011 uppgick i Västra Marks församling
- Berghems församling som 2011 uppgick i Västra Marks församling
- Hajoms församling som 2011 uppgick i Västra Marks församling
- Istorps församling
- Öxnevalla församling
- Horreds församling
- Torestorps församling
- Öxabäcks församling
- Älekulla församling
- Bollebygds församling
- Töllsjö församling
- Björketorps församling